# 科里-豪斯合成
科里-豪斯合成，又称Corey–Posner, Whitesides–House合成／反应
二烃基铜锂（吉尔曼试剂）与卤代烃反应，偶联为烷烃。
{\displaystyle {\rm {\ R_{2}CuLi+R'\!-\!X\rightarrow R\!-\!R'}}}
这个反应是有机合成中的常用反应。 反应的名称来源于对反应研究做出较大贡献的四位美国化学家：哈佛大学的艾里亚斯·詹姆斯·科里、约翰·霍普金斯大学的加里·普斯纳、麻省理工学院的喬治·麥克利蘭·懷特塞茲以及佐治亚理工学院的赫尔伯特·豪斯。

## 反应机理
反应一般分为三步进行。首先是用金属锂在醚中处理卤代烃（R-X），将其转变为烃基锂化合物（R-Li）。此处的卤代烃可以是一级、二级或三级卤代烃。
{\displaystyle {\rm {\ R\!-\!X+2Li\rightarrow R\!-\!Li+LiX}}}
第二步是用碘化亚铜（CuI）处理上述烃基锂化合物，得到反应中用到的试剂二烷基铜锂（R2CuLi）。二烷基铜锂试剂最早是由美国化学家亨利·吉尔曼（Henry Gilman）制得的，故通常称为吉尔曼试剂。
{\displaystyle {\rm {\ 2R\!-\!Li+CuI\rightarrow R_{2}CuLi+LiI}}}
最后用二烷基铜锂与另一分子卤代烃（R'-X）进行反应，偶联生成含新生成的碳－碳键的产物（R-R'）。
{\displaystyle {\rm {\ R_{2}CuLi+R'\!-\!X\rightarrow R\!-\!R'+RCu+LiX}}}
若第二分子卤代烃与第一分子卤代烃不同（R ≠ R'），那么该反应可以视为一种交叉偶联反应。
第二分子卤代烃为甲基卤、苄卤、伯卤代烃和环状仲卤代烃时反应进行得较为顺利。